# Egen
EGEN S.A. – jeden z największych polskich dystrybutorów płytek ceramicznych, listew dekoracyjnych do glazury oraz produktów korkowych. Firma powstała w 1999 roku. Siedziba spółki znajduje się w Lublinie.
EGEN współpracuje z ponad 150 wiodącymi producentami płytek ceramicznych z Europy i Azji. Produkty dystrybuowane przez firmę docierają do ponad 1000 punktów handlowych na terenie Europy Środkowo-Wschodniej. Odbiorcami hurtowymi są deweloperzy oraz punkty sprzedaży detalicznej, w tym największe sieci marketów DIY, takie jak: OBI, Leroy Merlin, Castorama, Bricoman czy Bricomarche.

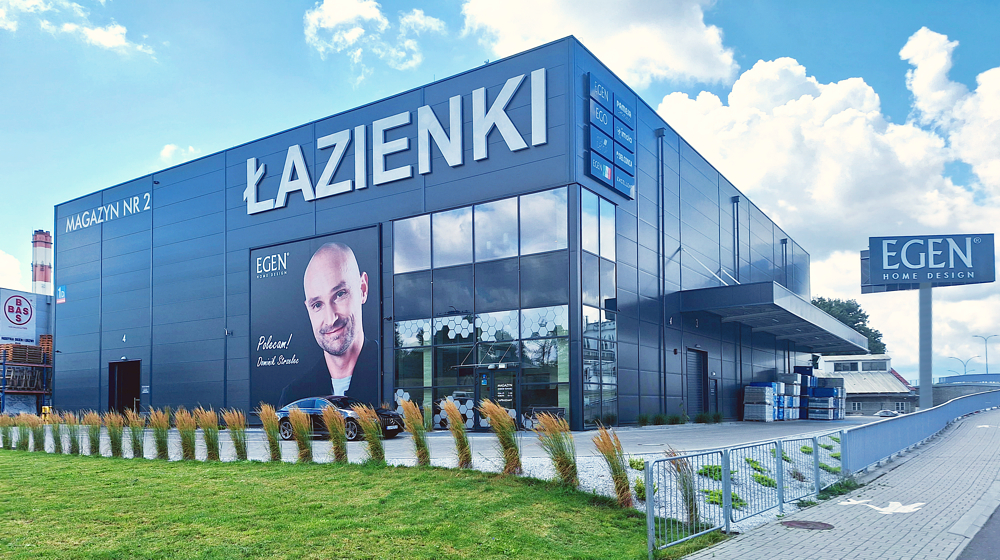
EGEN - magazyn nr 2 w Lublinie

W 2017 roku firma uruchomiła w Gdańsku magazyn na 7000 miejsc paletowych, wyposażony w 16 doków załadunkowych. W 2021 roku wybudowany został drugi magazyn w Lublinie na kolejne 3000 miejsc paletowych, obsługujący zarówno klientów detalicznych jak i hurtowych.
Do firmy EGEN należy największa w regionie lubelskim Galeria Łazienek - salon sprzedaży o powierzchni 1600 m², oferujący płytki ceramiczne oraz elementy wyposażenia łazienki.
Spółka jest właścicielem marek: EGEN, EGO Ceramics, Profil Decor i EGEN by Italy.